# 滦河灌区
滦河灌区是中国河北省唐山市的一个灌区，其水源为滦河。灌区设计面积63.9万亩，实际面积为53.4万亩，进水闸设计流量为117立方米每秒。